# NGC 4485
NGC 4485 est une petite galaxie irrégulière barrée de type magellanique relativement rapprochée et située dans la constellation des Chiens de chasse. NGC 4485 a été découverte par l'astronome germano-britannique William Herschel en 1788.

## Description
La vitesse de NGC 4485 par rapport au fond diffus cosmologique est de 647 ± 16 km/s, ce qui correspond à une distance de Hubble de 9,54 ± 0,71 Mpc (∼31,1 millions d'al).
NGC 4485 a été utilisée par Gérard de Vaucouleurs comme une galaxie de type morphologique IAB(s)m pec dans son atlas des galaxies,.
La classe de luminosité de NGC 4485 est V-VI et elle présente une large raie HI. Elle renferme également des régions d'hydrogène ionisé. C'est aussi une galaxie à sursaut de formation d'étoiles.
À ce jour, trois  mesures non basées sur le décalage vers le rouge (redshift) donnent une distance de 8,987 ± 0,283 Mpc (∼29,3 millions d'al) ce qui est à l'intérieur des valeurs de la distance de Hubble. Cependant, cette galaxie, comme plusieurs de l'amas de la Vierge, est relativement rapprochée du Groupe local et on obtient souvent une distance de Hubble très différente en raison de leur mouvement propre dans le groupe où l'amas où elles sont situées. Notons que c'est avec la valeur moyenne des mesures indépendantes, lorsqu'elles existent, que la base de données NASA/IPAC calcule le diamètre d'une galaxie.

## Interaction entre NGC 4485 et NGC 4490
NGC 4485 et NGC 4490 sont deux galaxies en interaction gravitationnelle et elles figurent dans l'atlas des galaxies particulières de Halton Arp sous la désignation Arp 269. Arp décrit le couple comme une classe de « bras connectés ». Au sujet de NGC 4490, il écrit que c'est une spirale barrée dont la morphologie est difficile à mettre en évidence. Les vestiges d'un bras semblent encore visibles. NGC 4485 aurait traversé la galaxie spirale NGC 4490 en créant alors des perturbations gravitationnelles. NGC 4485 est elle-même une ancienne galaxie spirale. Le couple est très lumineux et renferme de nombreuses zones actives.
L'interaction entre ces deux galaxies a détruit les bras spiraux de NGC 4485 et l'a transformée en galaxie irrégulière. Ce couple rapproché de la Voie lactée donne aux astronomes un excellent laboratoire pour comparer leurs modèles numériques de collisions entre deux galaxies. L'interaction maximale entre elles est maintenant terminée, car elles se sont approchées au plus près et elles s'éloignent maintenant l'une de l'autre. La traînée d'étoiles brillantes et le grumeau orangé que nous voyons sur l'image prise par le télescope spatial Hubble est ce qui relie maintenant les deux galaxies. Cette traînée s'étend sur quelque 24 000 années-lumière.
Plusieurs étoiles dans cette traînée reliant les deux galaxies n'auraient jamais vu le jour sans cette rencontre qualifiée de romantique. Lors de cette rencontre, les galaxies ont partagé leur hydrogène, générant ainsi une intense période de formation d'étoiles dans plusieurs régions. Les grumeaux orangés de l'image de Hubble sont des exemples de telles régions denses en gaz et en poussière.

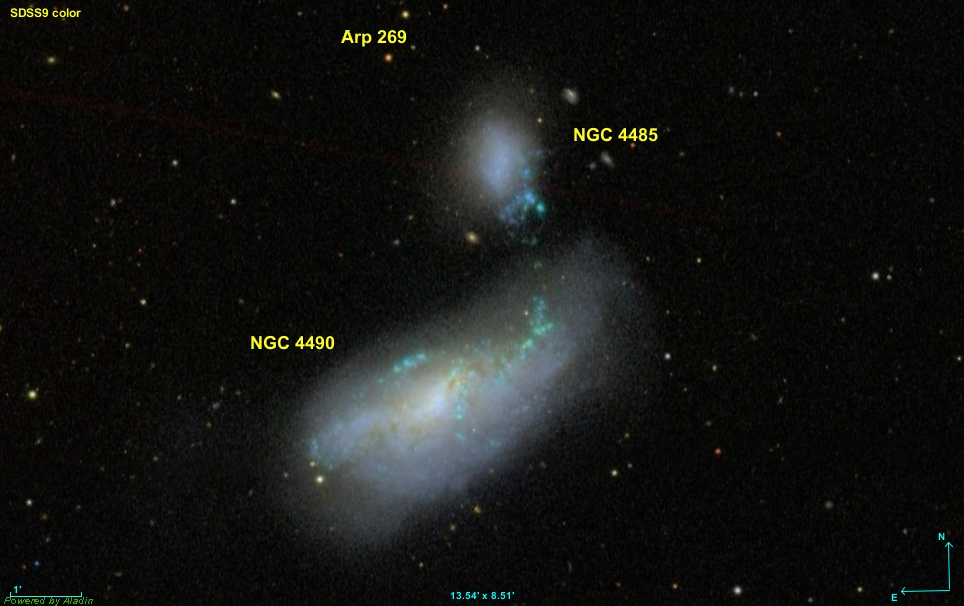
NGC 4485 et NGC 4490, le couple de galaxies Arp 269.
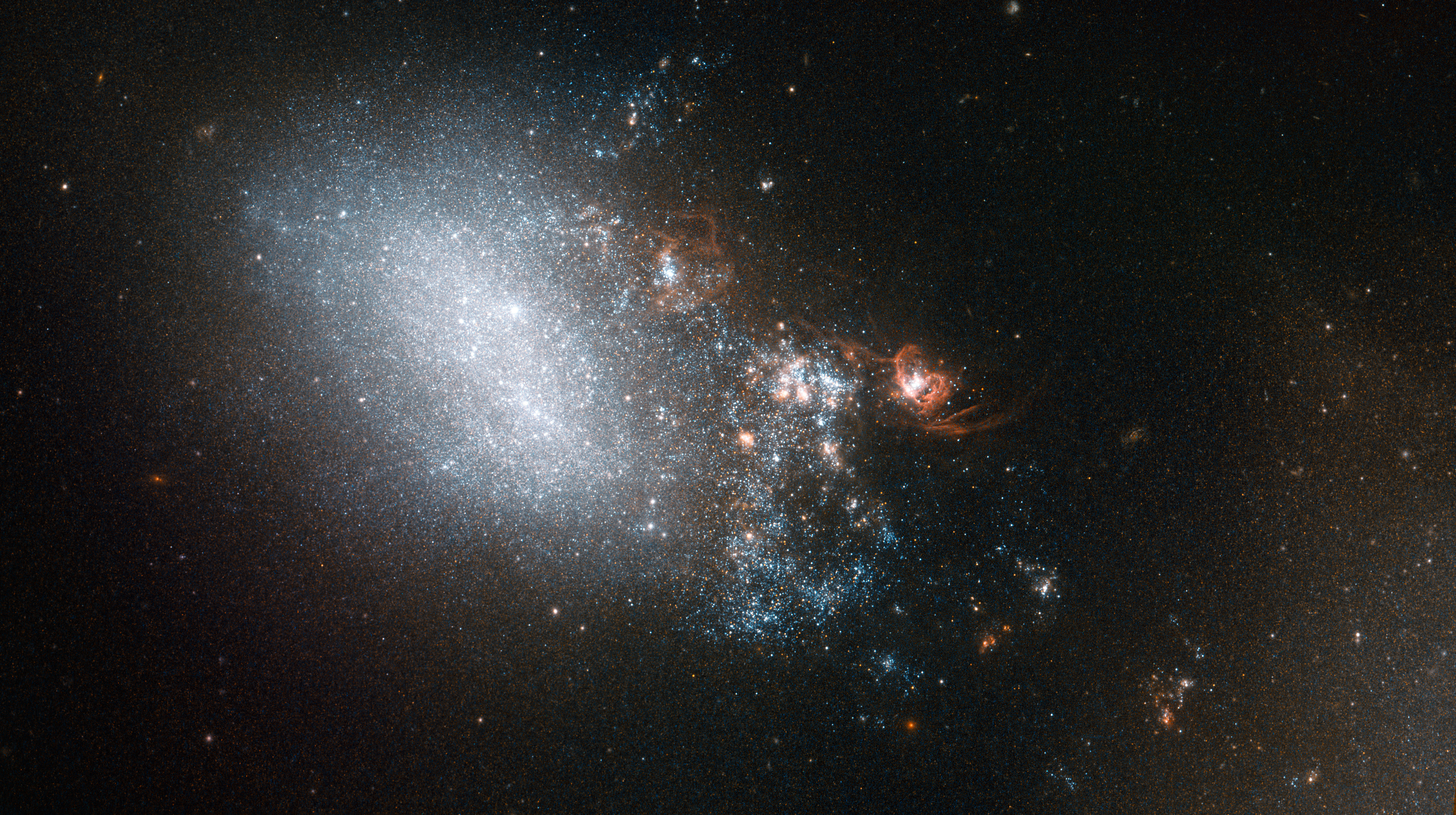
NGC 4485 par le télescope spatial Hubble, traitement de l'image par Kathy van Pelt.

## Groupe de M106 et de M101
Selon A.M. Garcia, la galaxie NGC 4485 fait partie d'un groupe de galaxies qui compte au moins 24 membres, le groupe de M106 (désigné comme NGC 4258 dans l'article de A.M. Garcia). Les autres membres du New General Catalogue de ce groupe sont NGC 4144, NGC 4242, NGC 4248, NGC 4258, NGC 4449, NGC 4460, NGC 4490, NGC 4618, NGC 4625 et NGC 4736. La galaxie IC 3687 ainsi que 12 galaxies du Uppsala General Catalogue (UGC) complètent le groupe.
D'autre part, dans un article publié en 1998, Abraham Mahtessian indique que NGC 4485 fait partie d'un groupe plus vaste qui compte plus de 80 galaxies, le groupe de M101. Plusieurs galaxies de la liste de Mahtessian se retrouvent également dans d'autres groupes décrits par A.M. Garcia, soit le groupe de NGC 3631, le groupe de NGC 3898, le groupe de M109 (NGC 3992), le groupe de NGC 4051, le groupe de M106 (NGC 4258) et le groupe de NGC 5457.
Plusieurs galaxies des six groupes de Garcia ne figurent pas dans la liste du groupe de M101 de Mahtessian. Il y a plus de 120 galaxies différentes dans les listes des deux auteurs. Puisque la frontière entre un amas galactique et un groupe de galaxie n'est pas clairement définie (on parle de 100 galaxies et moins pour un groupe), on pourrait qualifier le groupe de M101 d'amas galactique contenant plusieurs groupes de galaxies.
Les groupes de M101 et de M106 dont partie de l'amas de la Grande Ourse, l'un des amas galactiques du superamas de la Vierge.

## Galerie

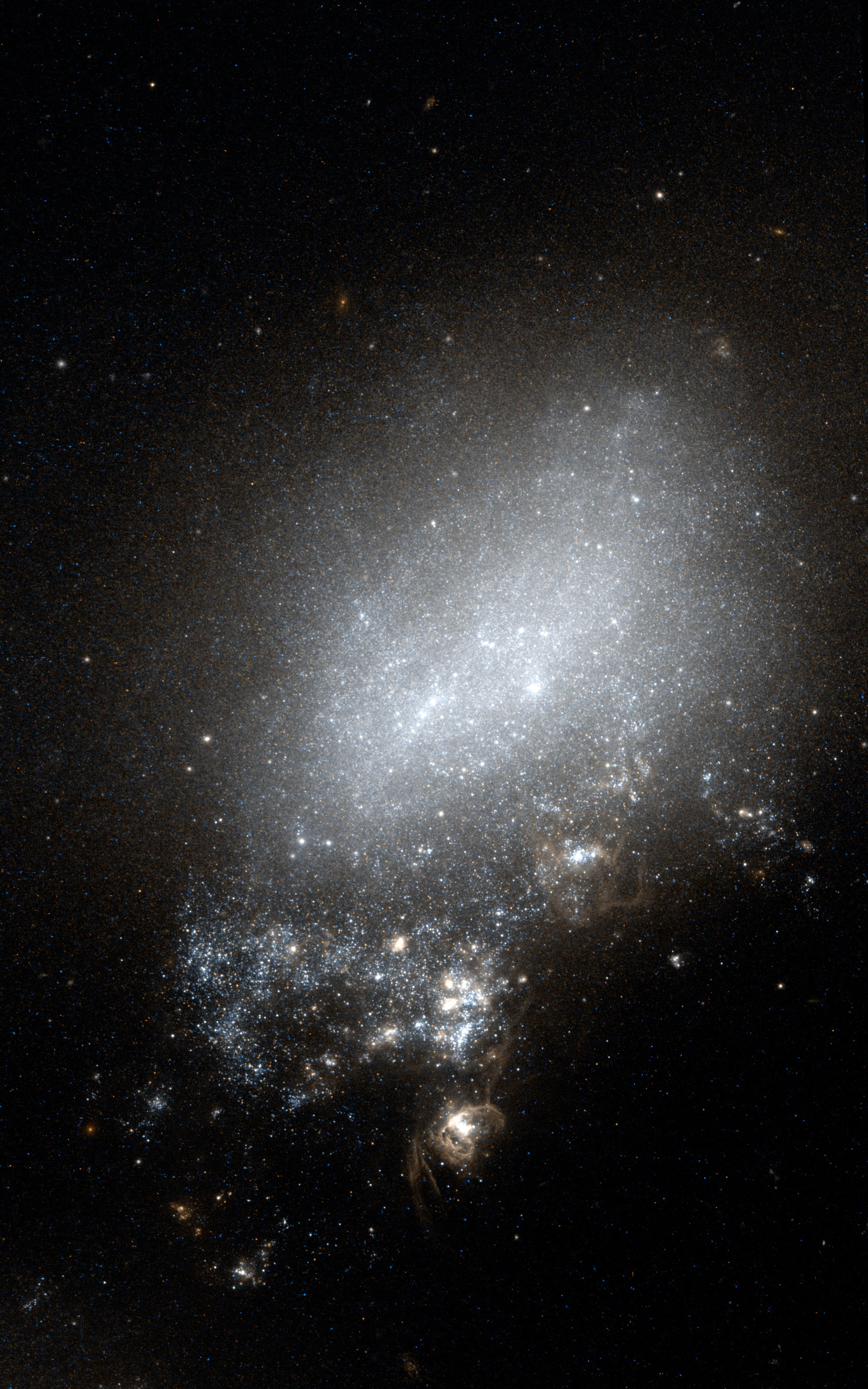
Autre version de NGC 4485 réalisée avec les données captées par le télescope spatial Hubble.
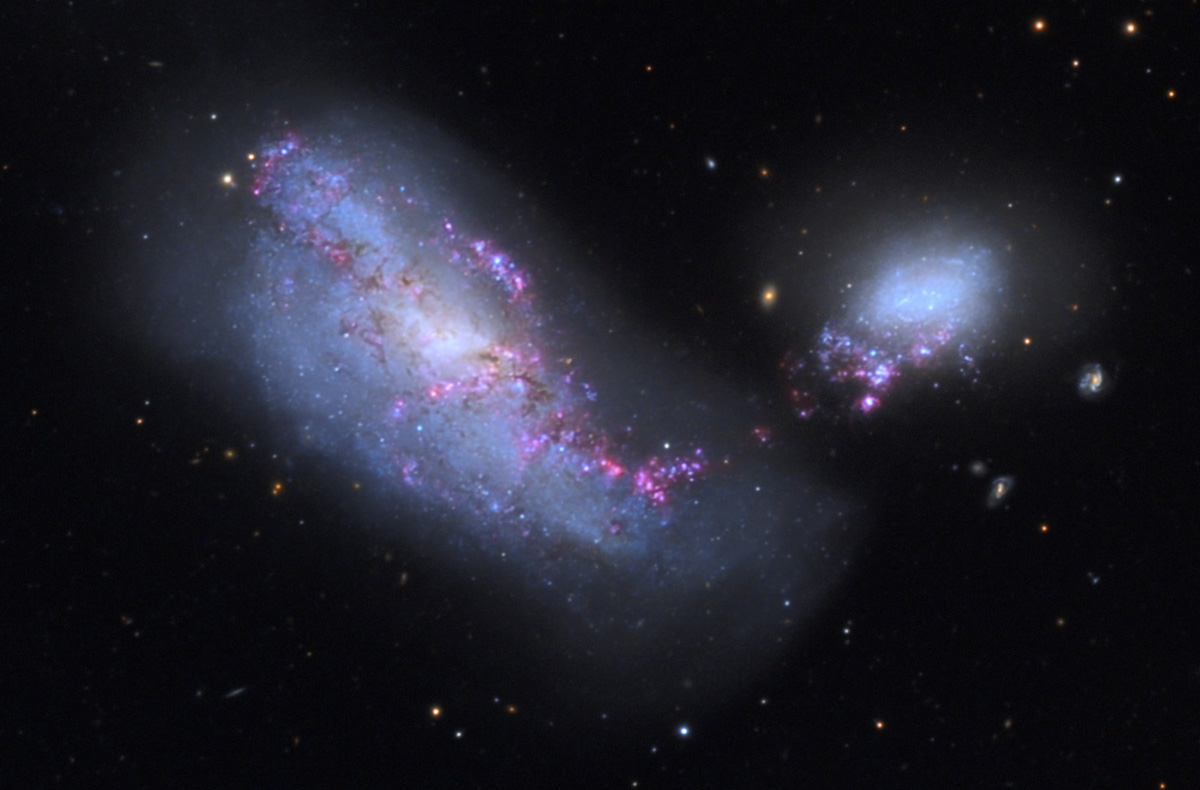
NGC 4485 et NGC 4490 par Adam Block (Observatoire du mont Lemmon/Université de l'Arizona).
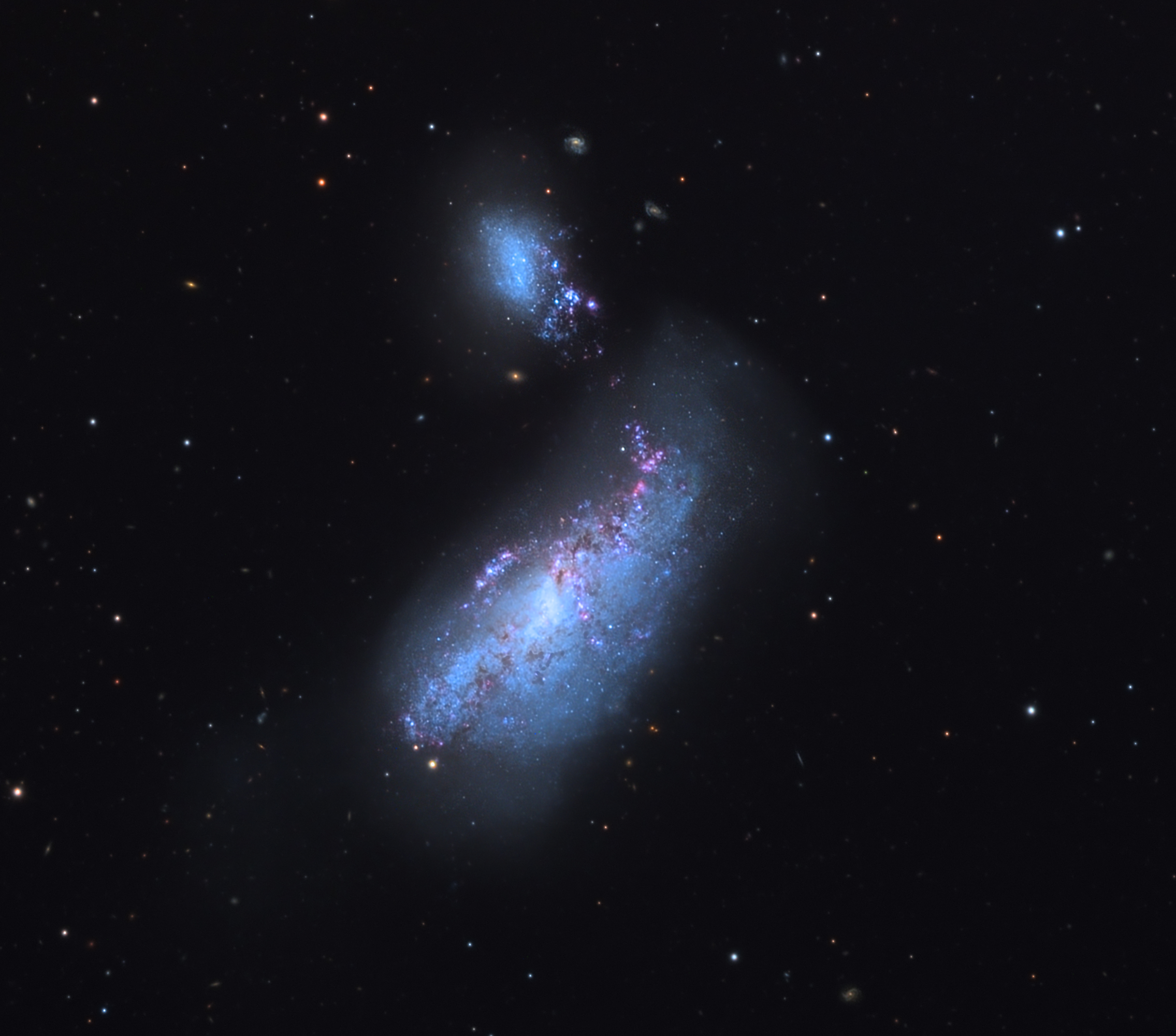
NGC 4485 et NGC 4490.